# Pietrastornina
Pietrastornina ist eine italienische Gemeinde mit 1424 Einwohnern (Stand 31. Dezember 2023) in der Provinz Avellino in der Region Kampanien. Sie ist Teil der Bergkommune Comunità Montana Partenio - Vallo di Lauro.

## Geografie
Die Nachbargemeinden sind Altavilla Irpina, Arpaise (BN), Pannarano (BN), Roccabascerana, Sant’Angelo a Scala und Summonte.